# Вербка (Любарський район)
Вербка (рос. Вербка, пол. Werbka) — колишній хутір у Любарській волості Новоград-Волинського і Полонського повітів Волинської губернії та Панасівській сільській раді Любарського району Житомирської і Бердичівської округ.

## Населення
Наприкінці 19 століття кількість населення становила 26 осіб, дворів — 5, у 1906 році у поселенні налічувалося 30 мешканців, дворів — 5, у 1923 році — 4 двори та 22 мешканці.
Відповідно до перепису населення СРСР 17 грудня 1926 року, чисельність населення становила 27 осіб, з них 12 чоловіків та 15 жінок; етнічний склад: поляків — 27. Кількість домогосподарств — 5.

## Історія
Заснований 1800 року. Наприкінці 19 століття — хутір Любарської волості Новоград-Волинського повіту Волинської губернії.
У 1906 році — хутір Любарської волості (5-го стану) Новоград-Волинського повіту Волинської губернії. Відстань до повітового центру, м. Новоград-Волинський, становила 110 верст, від волосного центру, містечка Любар — 15 верст. Найближче поштово-телеграфне відділення розміщувалося у Любарі.
До 1917 року входив до складу Любарської волості Новоград-Волинського повіту Волинської губернії. У березні 1921 року Любарську волость передано до складу новоутвореного Полонського повіту Волинської губернії. У 1923 році включене до складу новоствореної Панасівської сільської ради, яка, 7 березня 1923 року, увійшла до складу новоутвореного Любарського району Житомирської округи. Розміщувалося за 15 верст від районного центру, міст. Любар, та 5 верст — від центру сільської ради, с. Панасівка.
У червні 1925 року Любарський район передано до складу Бердичівської округи. Відстань до центру сільської ради, с. Панасівка — 5 верст, до районного центру, міст. Любар — 15 верст, до окружного центру у Бердичеві — 45 верст, до найближчої залізничної станції, Печанівка — 25 верст.
Знятий з обліку населених пунктів до 1 жовтня 1941 року.